# Kate Terry
Kate Terry (21 de abril de 1844-Londres, 6 de enero de 1924) fue una actriz británica. Hermana mayor de la actriz Ellen Terry, nació en el seno de una familia teatral, hizo su debut cuando aún era una niña, se convirtió en primera actriz por derecho propio y abandonó los escenarios en 1867 para casarse. Cuando se jubiló, comentó que estuvo 20 años en escena, pero que la abandonó cuando tenía solo 23. Es la abuela de sir John Gielgud.

## Biografía
Terry nació en Inglaterra en el seno de una prestigiosa familia teatral. Sus padres, Benjamin (1818-1896) y Sarah (nacida Ballard, 1817-1892), eran actores cómicos en una compañía de giras con sede en Portsmouth. Kate era la hija mayor de los once hijos del matrimonio, cinco de los cuales se convirtieron en actores: Ellen, Florence, Fred, Kate y Marion; otros dos, George y Charles, estaban relacionados con la dirección teatral. El nieto de Terry, John Gielgud, se convirtió en uno de los actores más respetados del siglo XX.
Comenzó su carrera como actriz infantil en Bristol y luego con la compañía de Charles Kean en producciones de Shakespeare en el Princess's Theatre, donde en 1851 hizo su debut en Londres interpretando a Robin en una producción juvenil de Las alegres comadres de Windsor, y en 1852 hizo el papel del joven Príncipe Arturo en King John. Repitió el papel en una actuación en una gala para la reina Victoria. El historiador y poeta Thomas Macaulay estuvo presente y escribió en su diario que «valía la pena haber pasado la mediana edad para haber visto a la pequeña Kate Terry como el Príncipe Arturo».

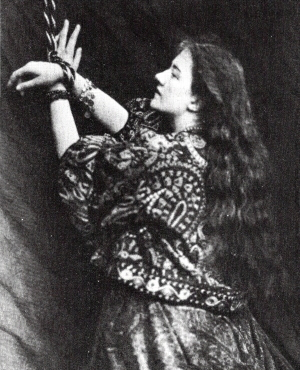
Terry en el papel de Andrómeda, fotografiada por Lewis Carroll en 1865.

Interpretó a Ariel en La tempestad en 1857, y en 1858, cuando tenía solo 15 años, Kean le dio un papel para adultos, el de Cordelia en El rey Lear. A partir de 1859 estuvo de gira durante dos años con su hermana Ellen, acompañada de sus padres y un músico, en «el tipo de entretenimiento de que las producciones de Thomas German Reed fueron los últimos ejemplos supervivientes, un entretenimiento de diálogos por parejas y recitaciones, impartidos en locales municipales y salas de reunión en beneficio de aquellas personas a las que les gusta divertirse, pero que nunca consentirían entrar en un teatro». En 1861 regresó a Londres para interpretar a Ofelia en Hamlet. Durante los cinco años siguientes actuó en varios teatros en el West End, convirtiéndose en una de las primeras actrices más conocidas en Londres. Actuó en el Lyceum Theatre en The Duke's Motto en 1863 y en Bel Demonio en 1864. El mismo año actuó en The Hidden Hand en el Olympic Theatre. En 1863 Charles Dickens dijo de su actuación en The Lady of Lyons: «Es la mejor muestra de ternura femenina que he visto en un escenario, y comprobarás que ninguna audiencia podrá perdérsela».
En 1866 apareció en Hunted Down, de Dion Boucicault, junto a Henry Irving, quien más tarde formó una famosa asociación con su hermana Ellen. El mismo año se unió a la compañía del Teatro Adelphi. Allí, en 1866, actuó en A Sheep in Wolf's Clothing, seguida en la misma temporada por Ethel; or, Only a Life, una adaptación de Benjamin Webster, Jr. de Une Pauvre Fille; de su actuación en esta obra, The Times escribió que «lo que sería totalmente ineficaz y tedioso en el desarrollo de una actriz común, se vuelve efectiva e interesante por la interpretación natural del personaje». Le siguió A Sister's Penance de Tom Taylor y Augustus Dubourg. Con J. L. Toole, durante la temporada navideña de 1866, apareció en el nuevo burlesque victoriano The Mountain Dhu, de Andrew Halliday. A partir de junio de 1867 protagonizó Dora, obra de Charles Reade basada en un poema de Lord Tennyson. En julio de 1867 interpretó a Beatrice en Mucho ruido y pocas nueces; The Times comentó: «No podemos recordar una Beatrice como ésta, y nos resulta difícil concebir una mejor». Su despedida del West End fue como Julieta en Romeo y Julieta, en agosto, con gran éxito.
John Gielgud calculó que su abuela interpretó alrededor de 100 papeles en su corta carrera. Su última aparición en un escenario antes de retirarse fue en octubre de 1867 en el Prince's Theatre de Manchester, en la obra de Tom Taylor Plot and Passion; The Manchester Guardian terminó su reseña sobre la actuación diciendo:

In our unwilling acceptance of her farewell, we must now rest satisfied with the memory of the peerless beauty of her merry-hearted acting... like the music of a bewitching melody piercing the stillness of the night, and ending just when the ear longed for the next note.
En nuestra involuntaria aceptación de su despedida, debemos estar satisfechos con el recuerdo de la incomparable belleza de su actuación alegre ... como la música de una melodía cautivadora que atraviesa la quietud de la noche y termina justo cuando nuestro oído anhelaba la siguiente nota.

Después de sus actuaciones de despedida, dejó los escenarios para casarse con el adinerado mercader de seda Arthur James Lewis. La pareja tuvo cuatro hijas, a la mayor de las cuales también llamaron Kate, y que sería la madre de Gielgud. La más joven, Mabel Terry-Lewis, se convirtió en actriz.
Solo hizo dos apariciones posteriores en el escenario: primero en 1898, en The Master, de Stuart Ogilvie, con John Hare y su hija Mabel, y en junio de 1906 interpretó a Ursula en una escena de Mucho ruido y pocas nueces en la celebración de gala de aniversario de su hermana Ellen.
Terry y su marido vivieron en una lujosa vivienda conocida como Moray Lodge, en Kensington, Londres, donde fueron anfitriones de los Moray Minstrels (una reunión informal de miembros notables de la sociedad y las artes londinenses, como pintores, actores y escritores (todos hombres), que en su mayoría eran músicos aficionados) hasta que Lewis perdió todo su dinero, tras lo cual, en palabras de Gielgud «mi abuela vivía de manera muy simple y bastante resentida en una fea casa en West Cromwell Road, y no tenía ropa de abrigo y ya no daba fiestas. Jugaba al bridge y tenía invitados de pago. Un final triste para su carrera, pero nunca se quejó o refunfuñó. Debía haber odiado estar fuera de escena, a pesar de que muchas personas todavía la reconocían y la halagaban». Murió en Londres el 6 de enero de 1924, a los 79 años de edad.